# Salim Sdiri

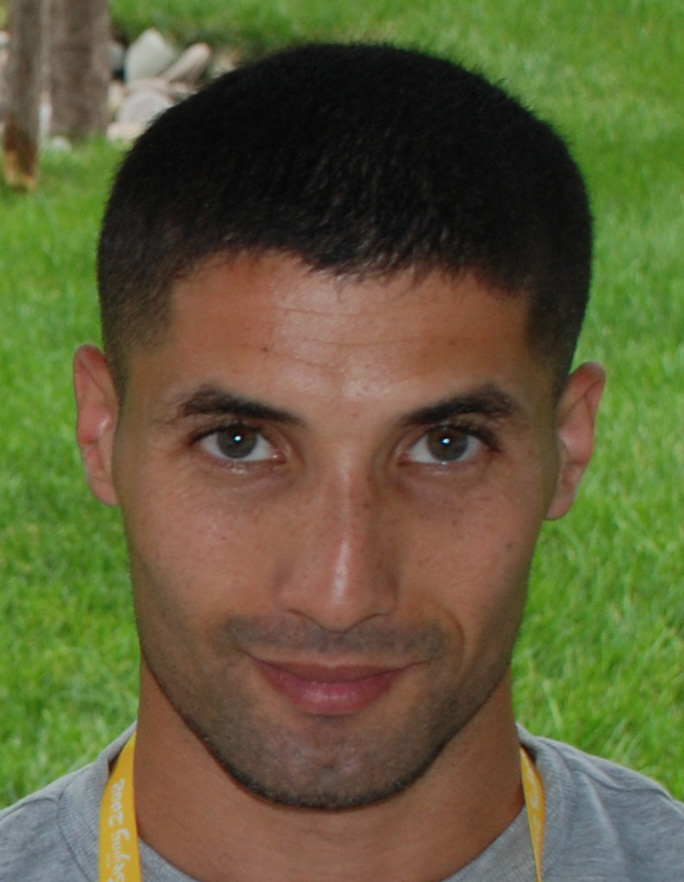
Salim Sdiri bei den Olympischen Sommerspielen 2008

Salim Sdiri (* 26. Oktober 1978 in Ajaccio) ist ein französischer Leichtathlet tunesischer Herkunft. Bei einer Körpergröße von 1,85 m beträgt sein Wettkampfgewicht 80 kg.
Sdiri ist Mitglied des zentralfranzösischen Vereines USM Athlétisme de Montargis. Seine persönliche Weitsprung-Bestleistung im Freien liegt bei 8,42 m, seine Hallenbestleistung bei 8,27 m. Seine Bestzeit im 100-Meter-Lauf wurde 2008 in Chartres bei 10,79 Sekunden gestoppt, seine Bestweite im Dreisprung liegt bei 16,10 m aus dem Jahr 2000 aus Tours.

## Erfolge im Weitsprung
Bei den französischen Meisterschaften im Freien gewann er den Weitsprung 2003, 2004, 2005, 2006 und 2009. Bei den französischen Hallenmeisterschaften gewann er 2003, 2005 und 2006. Mit 8,42 m hält den französischen Rekord im Weitsprung, den er am 12. Juni 2009 bei den französischen Meisterschaften in Pierre-Bénite aufstellte. Mit 8,27 m hält er auch den französischen Hallenrekord im Weitsprung, den er am 28. Januar 2006 in Mondeville aufstellte. Damit hatte er seinen eigenen französischen Hallenrekord von 8,24 m, den er 2005 in Liévin aufgestellt hatte, überboten.
Bei den Europameisterschaften 2002 in München belegte er den siebten Platz, bei den Hallenweltmeisterschaften 2003 in Birmingham wurde er ebenfalls Siebter. Bei den Olympischen Sommerspielen 2004 in Athen belegte er den zwölften Platz in der Weitsprungkonkurrenz. Bei den Weltmeisterschaften 2005 in Helsinki wurde er Fünfter, ebenso beim Leichtathletik-Weltfinale 2005 im Stade Louis II in Fontvieille, Monaco. Im selben Jahr gewann er Goldmedaillen bei den Mittelmeerspielen in Almería und bei den Jeux de la Francophonie in Niamey. Die Europameisterschaften 2006 in Göteborg beendete er mit dem zehnten Platz. Beim Leichtathletik-Weltcup 2006 in Athen wurde er Fünfter. Bei den Halleneuropameisterschaften 2007 in Birmingham erreichte er hinter Andrew Howe und Louis Tsatoumas eine Bronzemedaille. 2009 war das erste gute Freiluftjahr nach seinem schweren Unfall 2007: Zuerst stellt er den neuen französischen Rekord auf, dann gewann er erneut die Mittelmeerspiele, die in Pescara ausgetragen wurden (mit einem neuen Rekord für Mittelmeerspiele von 8,29 m vor Yahya Berrabah und Louis Tsatoumas) und schließlich erreichte er bei den Weltmeisterschaften 2009 in Berlin den sechsten Platz. Bei den Hallenweltmeisterschaften 2010 in Doha wurde er mit 8,01 m Vierter.

## Unfall
Am Freitag, dem 13. Juli 2007, wurde Sdiri beim IAAF-Golden-League-Meeting in Rom durch einen Wurfspeer des Finnen Tero Pitkämäki in den Rücken getroffen. Sdiri wurde mit einer mehr als zehn Zentimeter tiefen Wunde ins Krankenhaus eingeliefert und zunächst noch am selben Tag wieder entlassen. Zwei Tage später wurden jedoch Verletzungen der Niere und der Leber festgestellt.
Am 17. Februar 2008 nahm er erstmals seit seinem Unfall wieder an einem Wettkampf teil: Bei den französischen Hallenmeisterschaften in Bordeaux qualifizierte er sich mit 7,81 m für das Weitsprungfinale, bei dem er mit 7,98 hinter Kafétien Gomis den zweiten Platz erreichte. Bei den anschließenden Hallenweltmeisterschaften 2008 verpasste er in der Qualifikation mit 7,78 m die Endrunde nur um einen Platz.